# Léon Martinaud-Déplat
Léon Jean Martinaud, dit Martinaud-Déplat, est un homme politique français, né à Lyon 3e le 9 août 1899 et mort le 5 octobre 1969 à Paris 7e.

## Biographie
Avocat, président de l'Union des Jeunes Avocats à la Cour de Paris (UJA de Paris) (1925-1926), il est secrétaire général du Comité exécutif du Parti radical-socialiste dès 1929. Il est élu député de Paris de 1932 à 1936. Il est brièvement sous-secrétaire d'État en 1934. En 1939, au début de la Seconde Guerre mondiale, il est nommé directeur de la Presse au haut-commissariat à l'Information; il est à ce titre responsable de la censure des journaux.
Il est élu président administratif du Parti radical-socialiste en 1948 et député des Bouches-du-Rhône de 1951 à 1955.

## Fonctions gouvernementales
- Ministre de la Justice du gouvernement Edgar Faure (1) (du 20 janvier au 8 mars 1952)
- Ministre de la Justice du gouvernement Antoine Pinay (du 8 mars 1952 au 8 janvier 1953)
- Ministre de la Justice du gouvernement René Mayer (du 8 janvier au 28 juin 1953)
- Ministre de l'Intérieur des gouvernements Joseph Laniel (du 28 juin 1953 au 18 juin 1954)

En tant que ministre de la Justice, il tente de lutter contre le Parti communiste (PCF) et poursuit cette politique comme ministre de l'Intérieur.
Le 14 juillet 1953, la police attaque un cortège du Parti communiste, de la Confédération générale du travail et du Mouvement pour le triomphe des libertés démocratiques, tuant sept personnes et en blessant des dizaines. Il fait porter la responsabilité du massacre aux victimes.
Ministre de l'intérieur du 28 juin 1953 au 18 juin 1954, il entretient des liens avec le “lobby ultra” colonialiste du Maroc au moment où une frange de ce lobby se lance dans des actions violentes incluant les assassinats politiques, qu'il ne couvre cependant pas. Un autre chef de file du parti, René Mayer député radical de Constantine et défenseur des colons algériens, pivot des différentes majorités parlementaires et cabinets de la IVe République, avait veillé à partir de 1950 à ce que le ministère de l’Intérieur soit l'apanage de proches des intérêts coloniaux, notamment dans la mouvance radicale, avec des personnalités Charles Brune ou Léon Martinaud-Déplat. Les libéraux du Maroc reprochent en particulier à la police de laisser faire les attentats colonialistes, via un éditorial d'Henri Sartout, de Maroc-Presse.
Président administratif du Parti radical en 1955, il s'oppose dans un premier temps à la tenue du Congrès extraordinaire du Parti radical de mai 1955 puis s'y rallie.

## Archives
- Inventaire du fonds d'archives de Léon Martinaud-Déplat conservé à La contemporaine